# Nook
El Barnes & Noble Nook, llamado normalmente Nook, es un lector de libros electrónicos desarrollado por la empresa Barnes & Noble, basado en la plataforma Android. El dispositivo original fue anunciado en Estados Unidos el 20 de octubre de 2009, y fue lanzado el 30 de noviembre de 2009 a un precio de 259 dólares. El Nook original incluye Wi-Fi y 3G, una pantalla de seis pulgadas de tinta electrónica, y otra independiente, de menor tamaño, táctil y en color, de LCD, que sirve como dispositivo de entrada principal. El 21 de junio de 2010 Barnes & Noble redujo su precio a 199 dólares, y anunció una versión exclusivamente Wi-Fi de 149 dólares.
El 26 de octubre de 2010, se anunció la salida al mercado del Nook en color para el 19 de noviembre del mismo año.

## Características

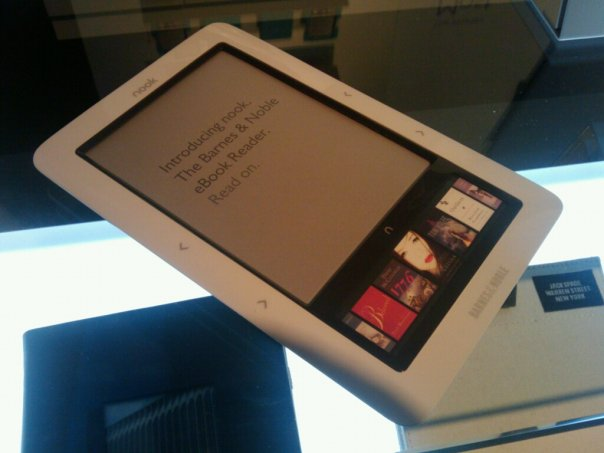
Una Nook ebook reader.

El Nook original tiene una pantalla de tinta electrónica para la visualización de contenido digital, y una pantalla táctil de color para la navegación y la visualización de contenido adicional. El Color Nook tiene una sola pantalla LCD de mayor tamaño; las páginas se pasan con unos botones en forma de flecha situados en el lateral. El Nook original se conecta a la tienda virtual de Barnes & Noble mediante una conexión 3G gratuita, con la red de AT&T, o a través de una conexión Wi-Fi. Es posible leer los libros electrónicos sin tener una conexión disponible; desactivar la conexión puede alargar la carga de la batería más de diez días.